# Cahiers du centre de recherches historiques
Les Cahiers du centre de recherches historiques est une revue scientifique publiée par le Centre de recherches historiques (laboratoire EHESS/CNRS).

## Caractéristiques
Les Cahiers du CRH sont destinés à transmettre rapidement une image fidèle des activités scientifiques des chercheurs du centre. Les Cahiers mettent en valeur les recherches innovantes et les collaborations avec les universités françaises et étrangères. Ils traitent de l’histoire de l’Antiquité à celle de la période contemporaine.
Thématiques, les Cahiers du CRH paraissent deux fois par an et sont accessibles en libre accès sur le portail OpenEdition Journals.